# Eschweilera antioquensis
Eschweilera antioquensis är en tvåhjärtbladig växtart som beskrevs av Armando Dugand och H.Daniel. Eschweilera antioquensis ingår i släktet Eschweilera och familjen Lecythidaceae. Inga underarter finns listade i Catalogue of Life.